# Göran Hallberg (ishockeymålvakt)
Göran Hallberg, född 9 december 1952, är en svensk före detta professionell ishockeymålvakt. 
Säsongerna 1970/71 och 1972/73 spelade han i Division 1, för Skellefteå AIK.